# Centaurea xaveri
Centaurea xaveri — вид квіткових рослин родини айстрових (Asteraceae). Ареал: західний Марокко.

## Біоморфологічна характеристика
Багаторічна рослина, ≈ 30–40(50) см, з кореневищем. Стебла прямовисні, не розгалужені або слабо розгалужені зверху, голі або злегка павутинчасті. Прикореневі листки ніжно-зелені, зібрані в розетку, голі, черешкові, з ланцетно-яйцеподібними сегментами, серединні — часто більш розвинені, трилопатеві, стеблові листки подібні, сидячі та коротші. Квіткові голови поодинокі на верхівці стебла. Обгортка 17–30 × 17–30 мм. Квіточки жовті або помаранчеві, периферійні безстатеві непроменеві, внутрішні 25–30 мм. Сім'янки довгасто-стислі, буруваті, ледь запушені, 4–5 мм; чубчик із білуватих, лускатих, нерівних щетинок, 6–10 мм, у два ряди. Цвітіння: травень — липень.

## Екологія
Населяє скелі, відкриті ліси добре зволожених гір.